# TV온타리오
TV온타리오(TVOntario,TVO)는 캐나다 온타리오 지방의 교육 방송국으로, 온타리오 주 정부가 소유하고 있는 공영 방송국이다.